# Recanati
Recanati är en stad och en kommun i provinsen Macerata i regionen Marche i Italien. Kommunen hade 21 097 invånare (2018) och gränsar till kommunerna Castelfidardo, Loreto, Macerata, Montecassiano, Montefano, Montelupone, Osimo, Porto Recanati och Potenza Picena.
Staden kallas ofta "Poesins stad" eftersom tenoren Beniamino Gigli och poeten Giacomo Leopardi kommer härifrån.